# 20,000 Years of Fashion
20,000 Years of Fashion: The History of Costume and Personal Adornment là một cuốn từ điển về thời trang phương Tây từ thời cổ đại cho đến những năm 1960, được biên tập bởi Francois Boucher và trợ lý lâu năm của ông Yvonne Deslandres.
Cuốn sách được trích dẫn rộng rãi như một tài liệu tham khảo cho các xu hướng thời trang trong tranh và có 1150 hình minh họa, hầu hết là tranh, khắc và bản khắc từ các bảo tàng và bộ sưu tập phương Tây. Cuốn sách bao gồm bảng chú giải thuật ngữ và thư mục các nguồn dẫ. Ban đầu nó được xuất bản bằng tiếng Pháp vào năm 1965 với tên Histoire du Costume en Occident de l'antiquité à nos jours và được dịch sang tiếng Anh vào năm sau, nhưng được xuất bản sau khi Boucher qua đời. Năm 1987, Deslandres đã cập nhật một ấn bản mới với một phần về thời trang hiện đại.